# Ahmed Yamani (palestino)
Ahmed Yamani (1924 - Beirute, 3 de janeiro de 2011) foi um líder político palestino, participando da fundação da Frente Popular para a Libertação da Palestina.